# Przysowa
Przysowa – rzeka dorzecza Bzury, lewy dopływ Słudwi o długości 28,61 km.
Płynie w okolicach wsi Stefanów Suserski, a dalej, płynąc na południowy wschód, mija miejscowości: Holendry Dobrowskie i Helenów Słupski, po czym płynie niezabudowanymi terenami aż do ujścia do Słudwi kilka kilometrów na wschód od Żychlina.